# Cartea cu guturai
Cartea cu guturai este un film românesc din 1987 regizat de Liana Petruțiu.